# Hans von Boetticher
Pour les articles homonymes, voir Boetticher.
Hans von Boetticher est un ornithologue allemand, né le 30 août 1886 et mort le 20 janvier 1958.

## Biographie
Hans von Boetticher travaille pour le muséum d'histoire naturelle de Cobourg. Il fait paraître une série de livres sur plusieurs familles d'oiseaux dont Gänse- und Entenvögel aus aller Welt (1952), Albatrosse und andere Sturmvögel (1955), Lärmvögel, Turakos und Pisangfresser (1955), Fasanen, Pfauen, Perlhühner und andere Zierhühner (1956) et Pelikane, Kormorane und andere Ruderfüßler (1957).